# Blockhaus de la Platte
Le blockhaus de la Platte, ou fort de la Platte ou fort des 2000 (en référence à son altitude de 2 000 mètres), est un ouvrage fortifié alpin, situé au sud-ouest de la commune de Bourg-Saint-Maurice, dans le département de la Savoie.

## Mission
En 1882, le royaume d'Italie intègre la Triplice, augmente ses unités d'Alpini et commence à fortifier les Alpes. En réaction, la République française crée ses troupes de montagne (notamment les bataillons de chasseurs alpins) en 1888 et lance la modernisation de ses fortifications alpines. En Haute-Tarentaise, le col du Petit-Saint-Bernard permet de rejoindre la vallée d'Aoste : les environs de Bourg-Saint-Maurice, en bas du col, sont donc fortifiés.
Sur les hauteurs de la rive droite de l'Isère, s'échelonnent la batterie de Vulmix (à 1 050 mètres d'altitude), le fort du Truc (à 1 551 m) et le blockhaus de la Platte (à 1 993 m), les deux premiers couvrant de leur artillerie la route nationale 90 (actuelle D1090) qui descend du col, ainsi que la forêt de Malgovert sur l'autre versant. Le blockhaus de la Platte sert à protéger les deux ouvrages en dessous. En amont, directement sous le col, la défense avancée est confiée au fort de la Redoute Ruinée et en dessous à l'ouvrage du Roc Noir.
Sur l'autre versant, rive gauche de l'Isère, juste en face des lacets de la route nationale, le flanquement du Truc et l'interdiction du ravin de Versoyen (menant au col de la Seigne) sont confiés à quatre batteries partiellement bétonnées et aménagées en 1913-1914 : deux à Courbaton (batterie nos 3 et 3 bis, à 1 500 m d'altitude), une au Leuchelet (batterie no 4, à 1 700 m d'altitude) et une aux Têtes (batterie no 5, à 1 800 m d'altitude) pour des canons de 120 mm long.

## Description

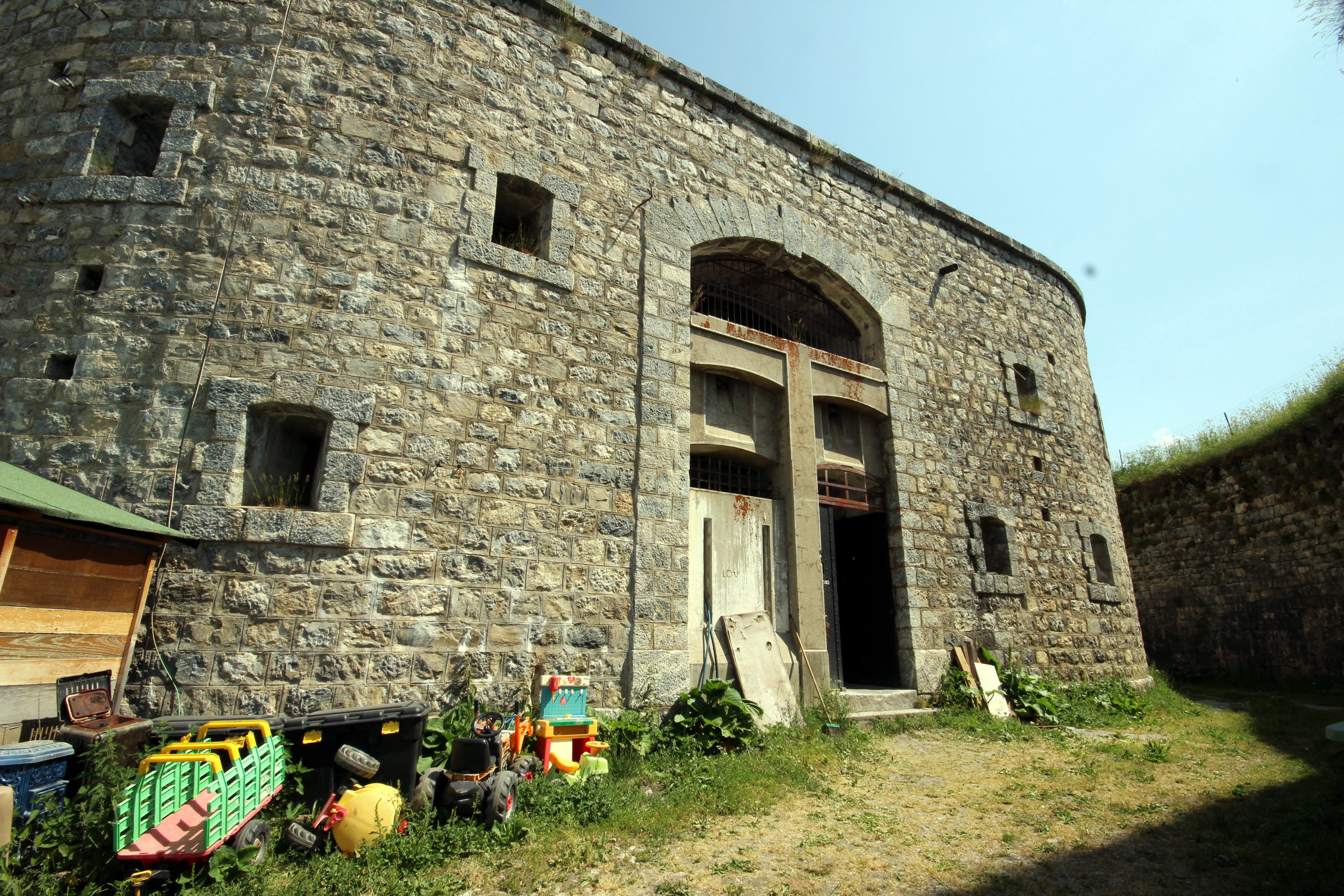
L'entrée du réduit du blockhaus.

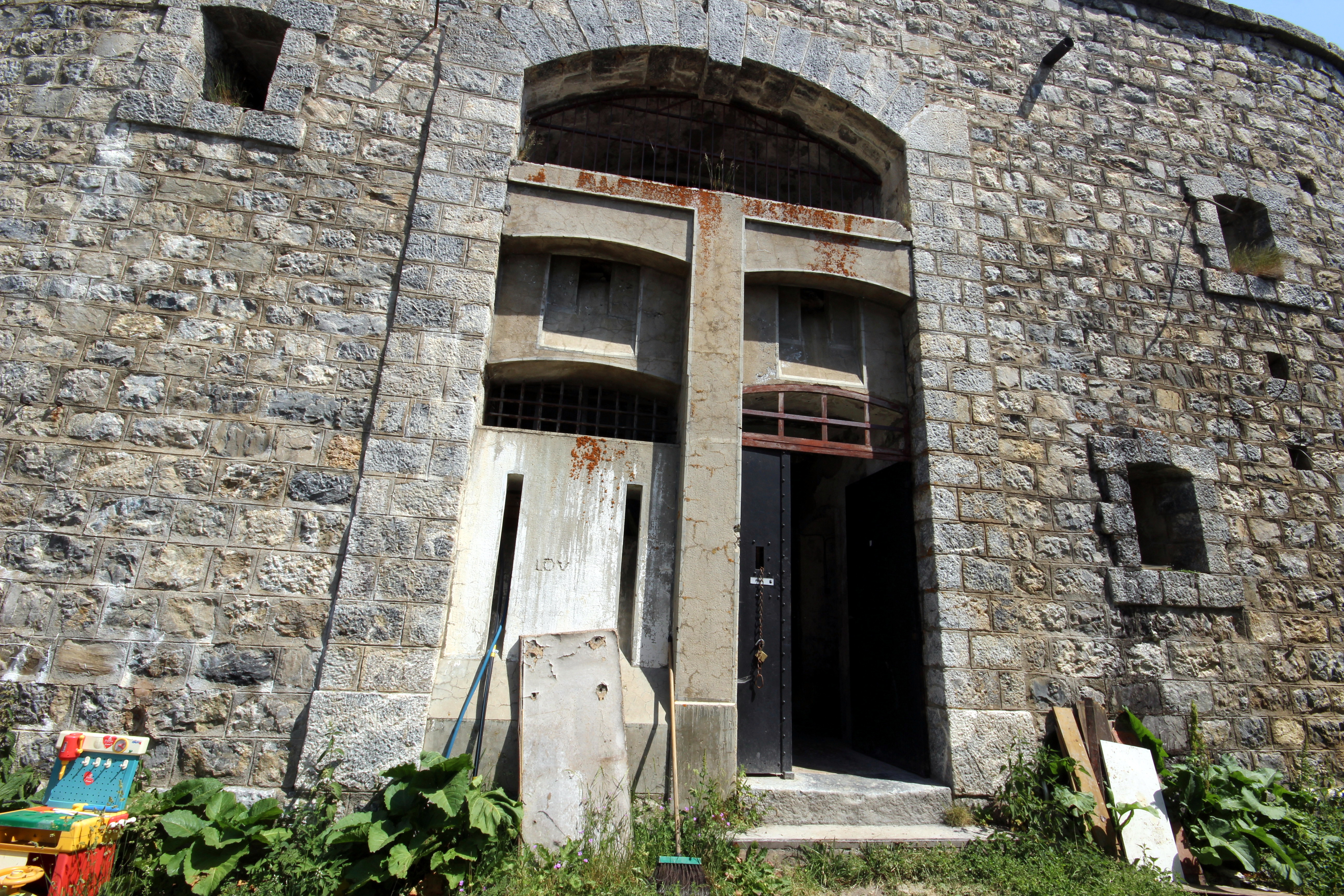
Détail de l'entrée du réduit du blockhaus.

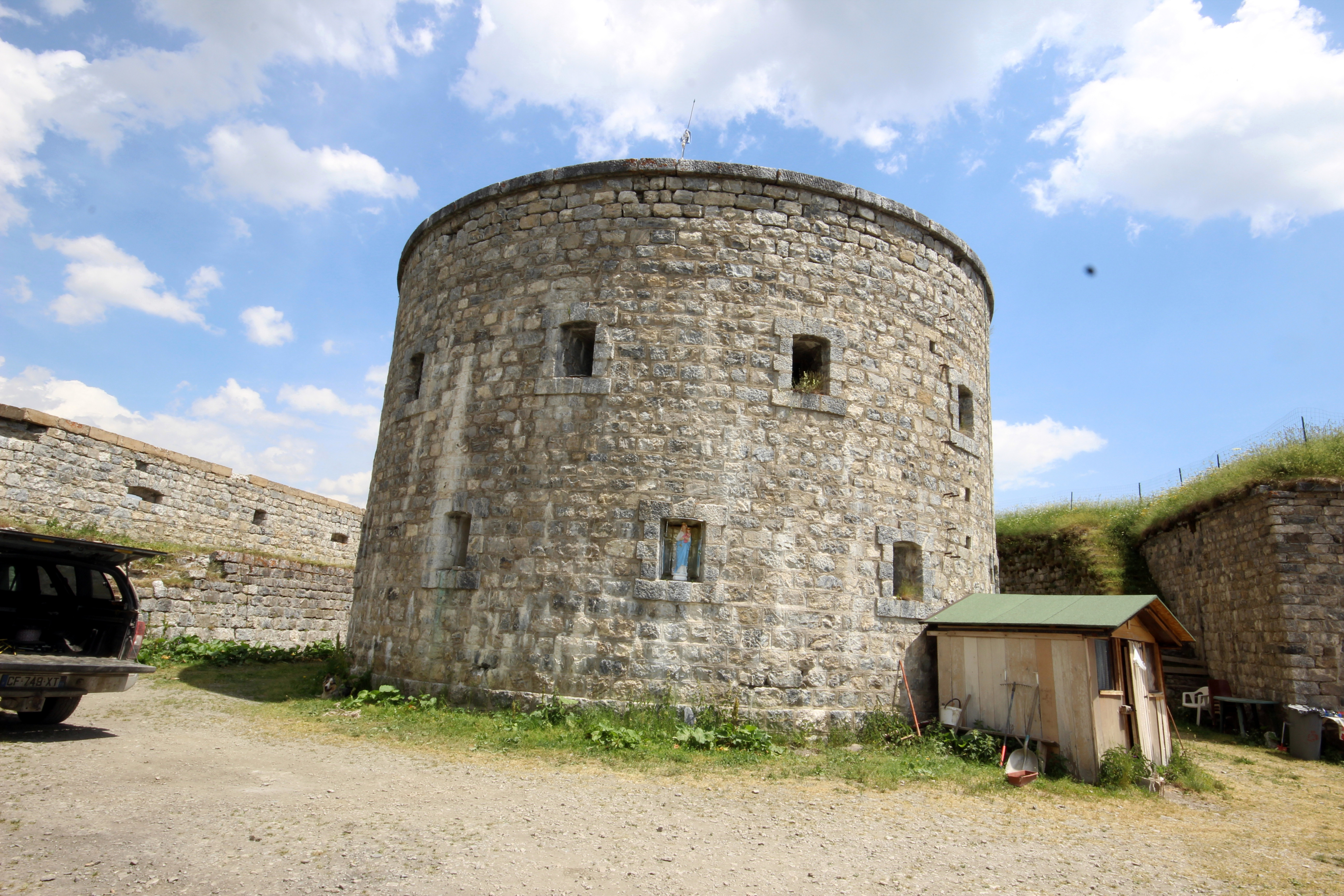
Le réduit du blockhaus.

L'ouvrage est constitué d'une enveloppe de forme grossièrement triangulaire, avec quatre bastionnets pour défendre le mur d'enceinte et un corps de garde à côté de l'entrée. À l'intérieur, s'alignent quatre plateformes de tir pointées vers le nord-est, ainsi qu'un réduit arrondi construit en maçonnerie. L'artillerie était composée de quatre canons de 80 mm modèle 1877 sur affût de campagne.
C'est un ouvrage Séré de Rivières de deuxième génération. Ouvrage de surveillance, ce blockhaus aux allures de fort Boyard en réduction (22 × 12 m), est entouré d'une enveloppe comprenant quatre plates-formes d'artillerie pour autant de canons de 80 mm, le tout entouré d'un mur défensif ; dans sa partie la plus basse, le mur est remplacé par une grille, pour permettre l'évacuation de l'eau lors de la fonte des neiges en fin d'hiver. Le blockhaus comprend trois niveaux plus une terrasse sur le toit, et pouvait abriter une garnison d'une centaine d'hommes. Il surveillait la haute Tarentaise et, à en croire les carnets du commandant du fort du Truc en 1901-1902, sa garnison de sûreté n'était commandée que par un sous-officier. Le dispositif de défense de l'entrée du réduit est particulier, avec meurtrières surmontées d'un petit créneau de pied, à la fois mâchicoulis et assommoir, dispositif doublé au-dessus de la porte.

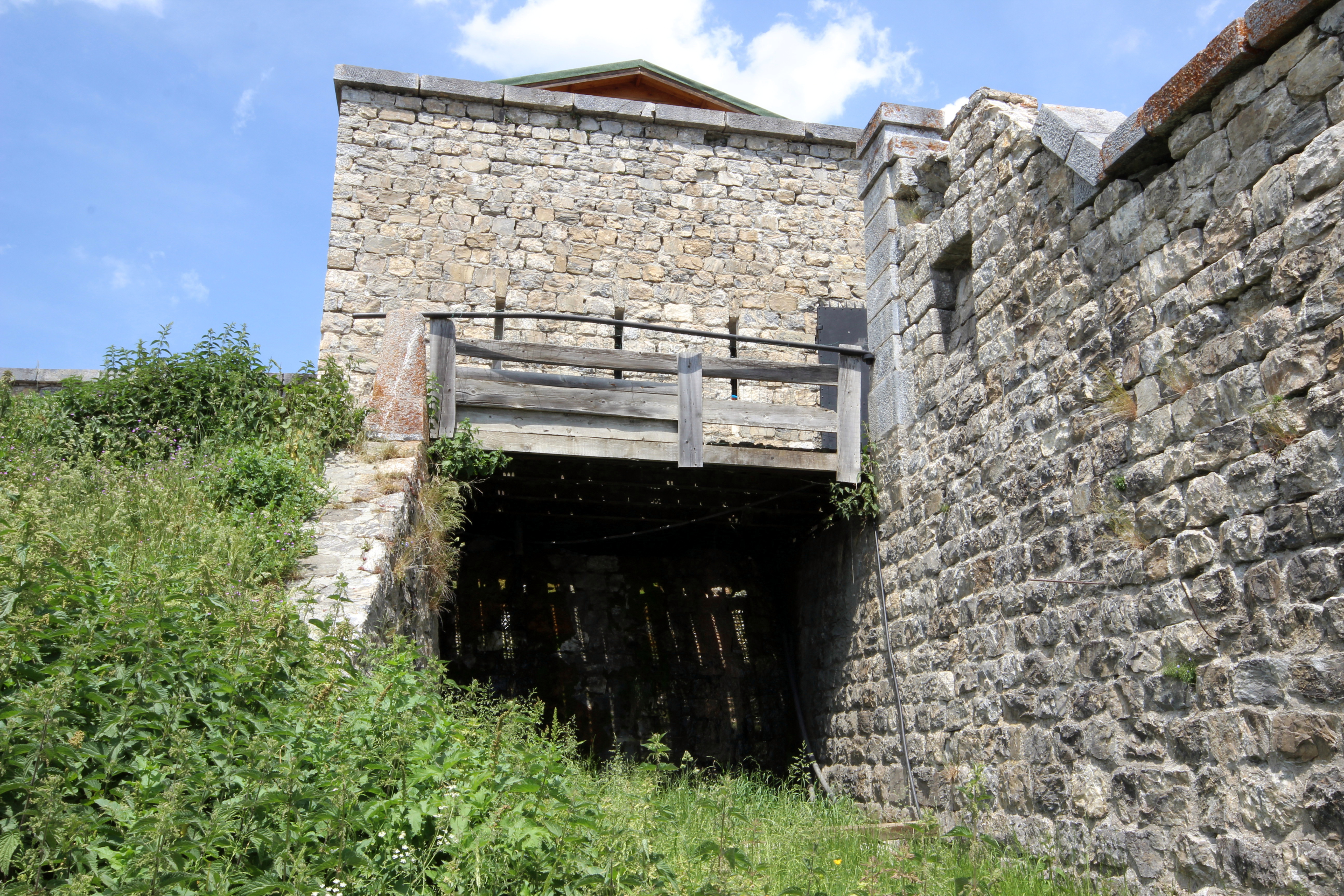
L'entrée et le pont roulant à effacement latéral.
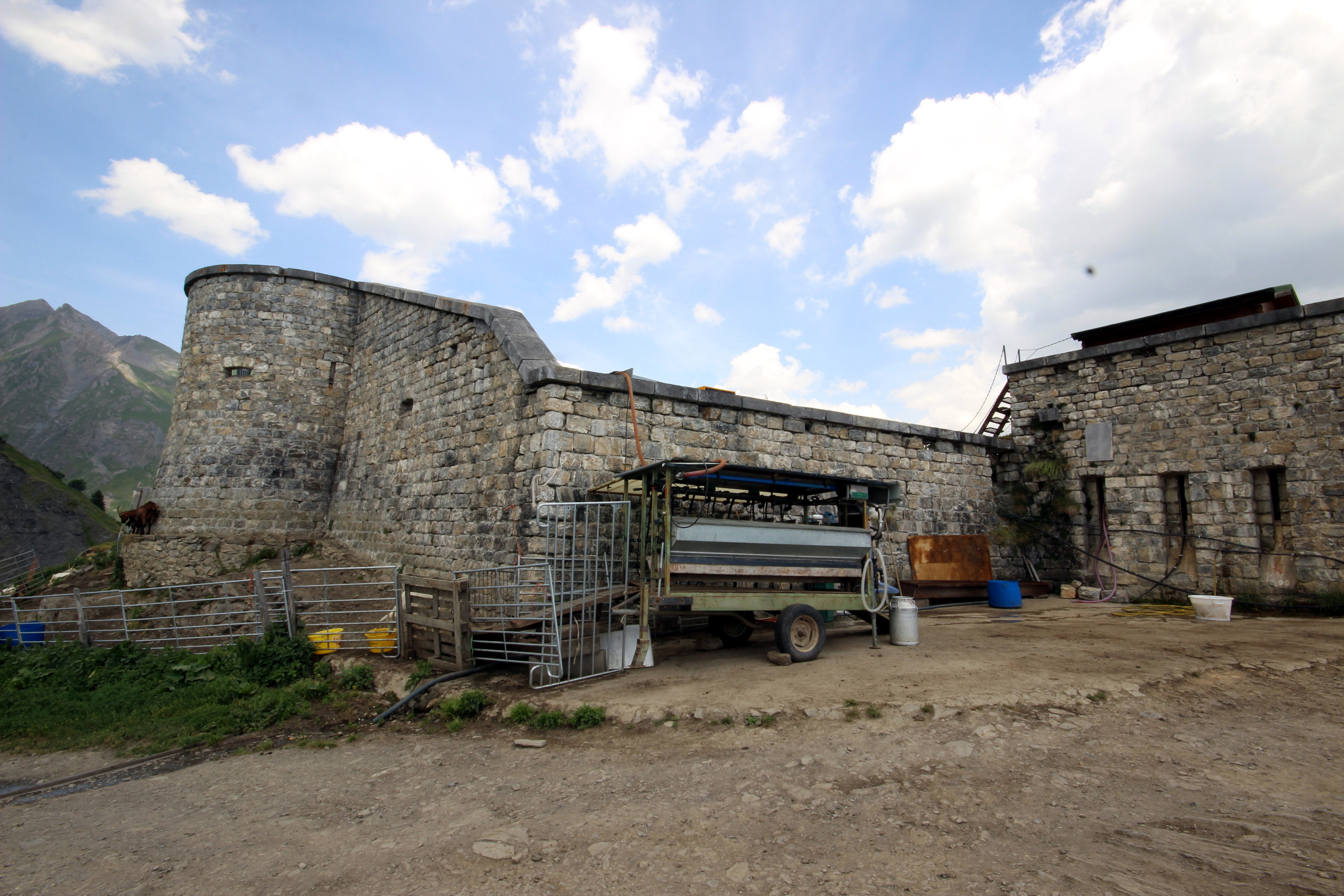
Le bastionnet de l'entrée.
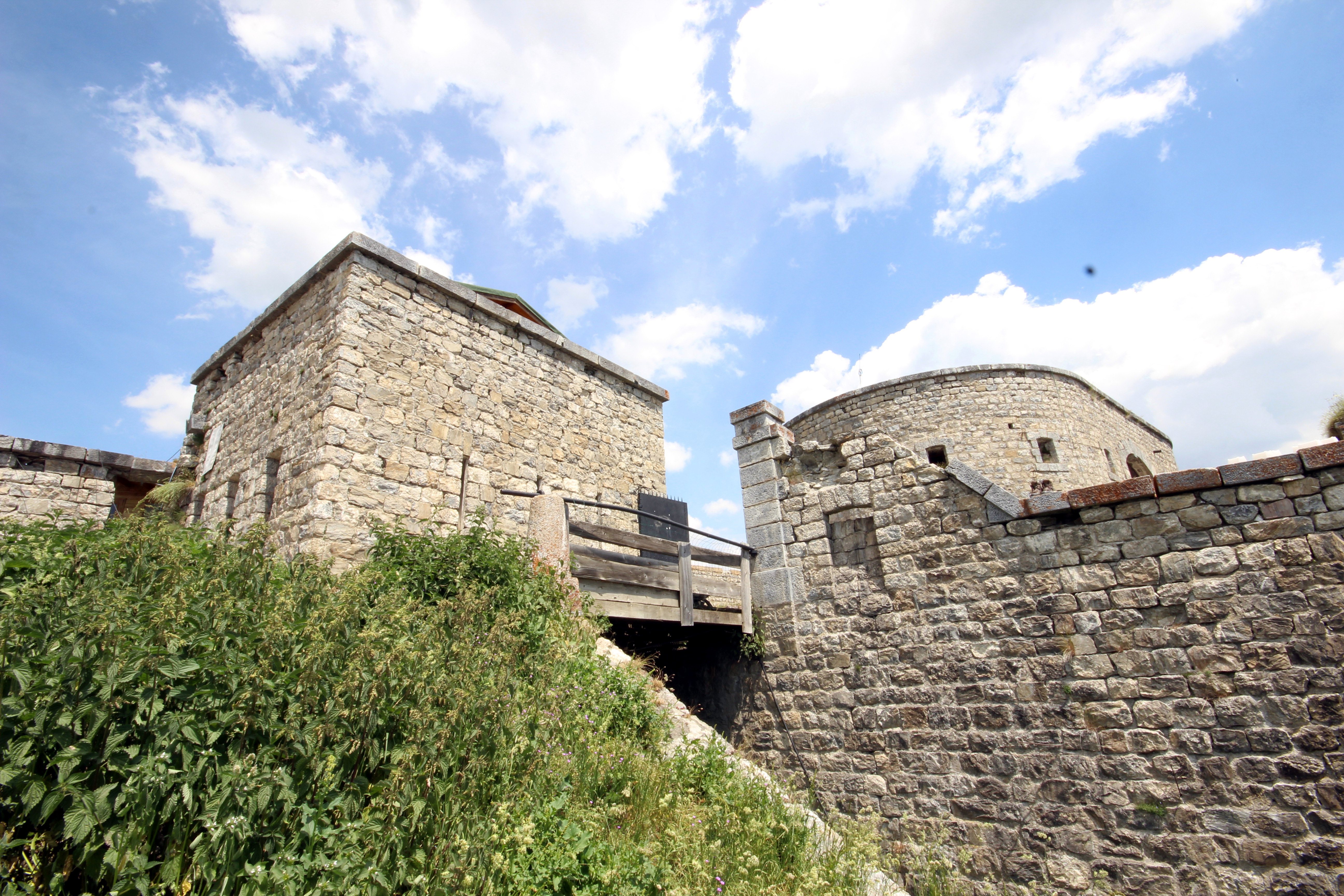
L'entrée du blockhaus.
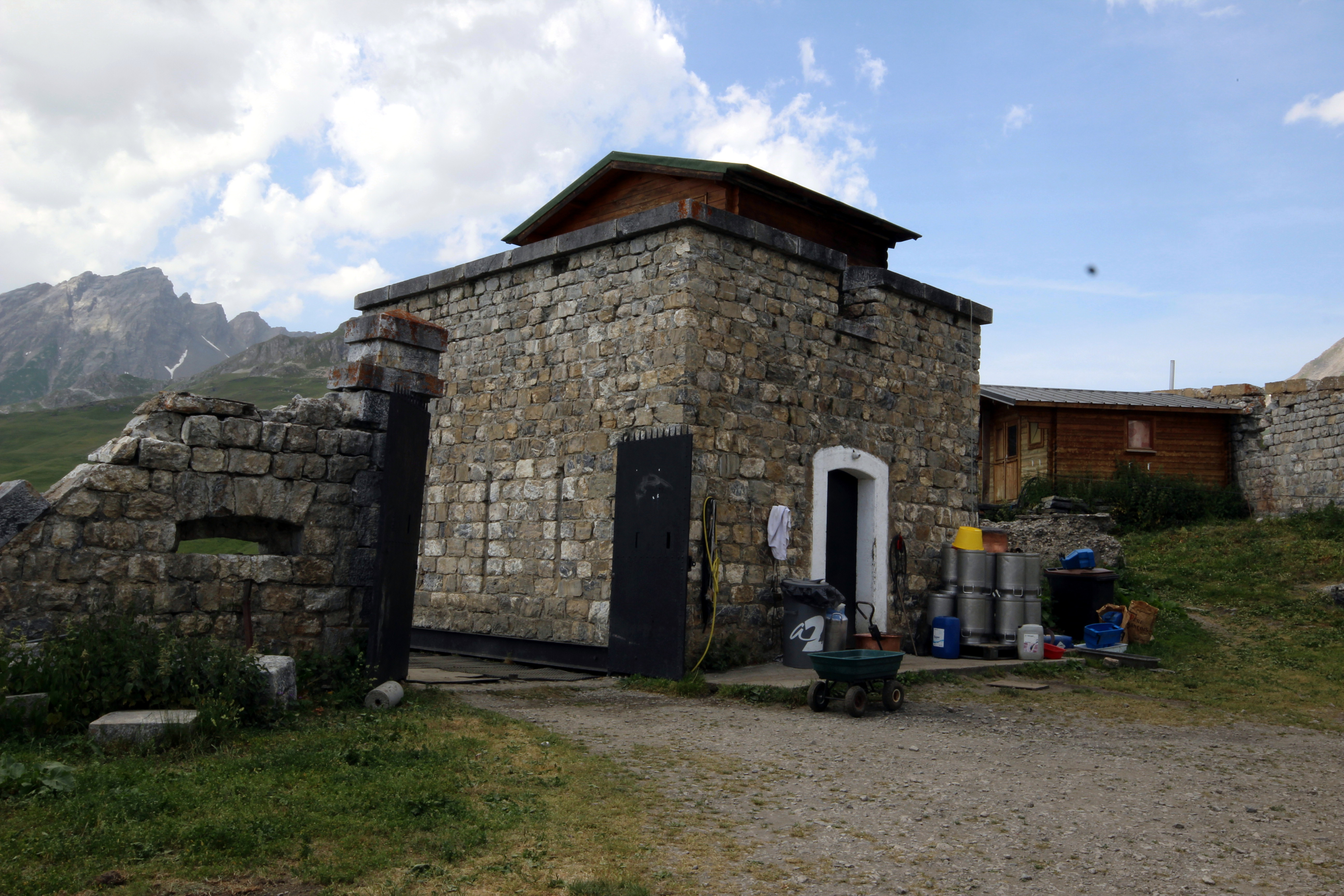
L'entrée vue de l'intérieur et le corps de garde.

Pendant l'entre-deux-guerres, l'ouvrage est intégré au secteur fortifié de la Savoie de la ligne Maginot, servant d'observatoire et de point d'appui d'infanterie.
L'ouvrage est désormais propriété privée, utilisé comme fromagerie (pour du beaufort et un chèvre appelé « fortin ») et en relais de randonneurs. Aujourd'hui, ses plates-formes d'artillerie sont transformées en potagers.
Le fort de la Platte en totalité fait l'objet d'une inscription au titre des Monuments historiques par arrêté du 3 juillet 2024.

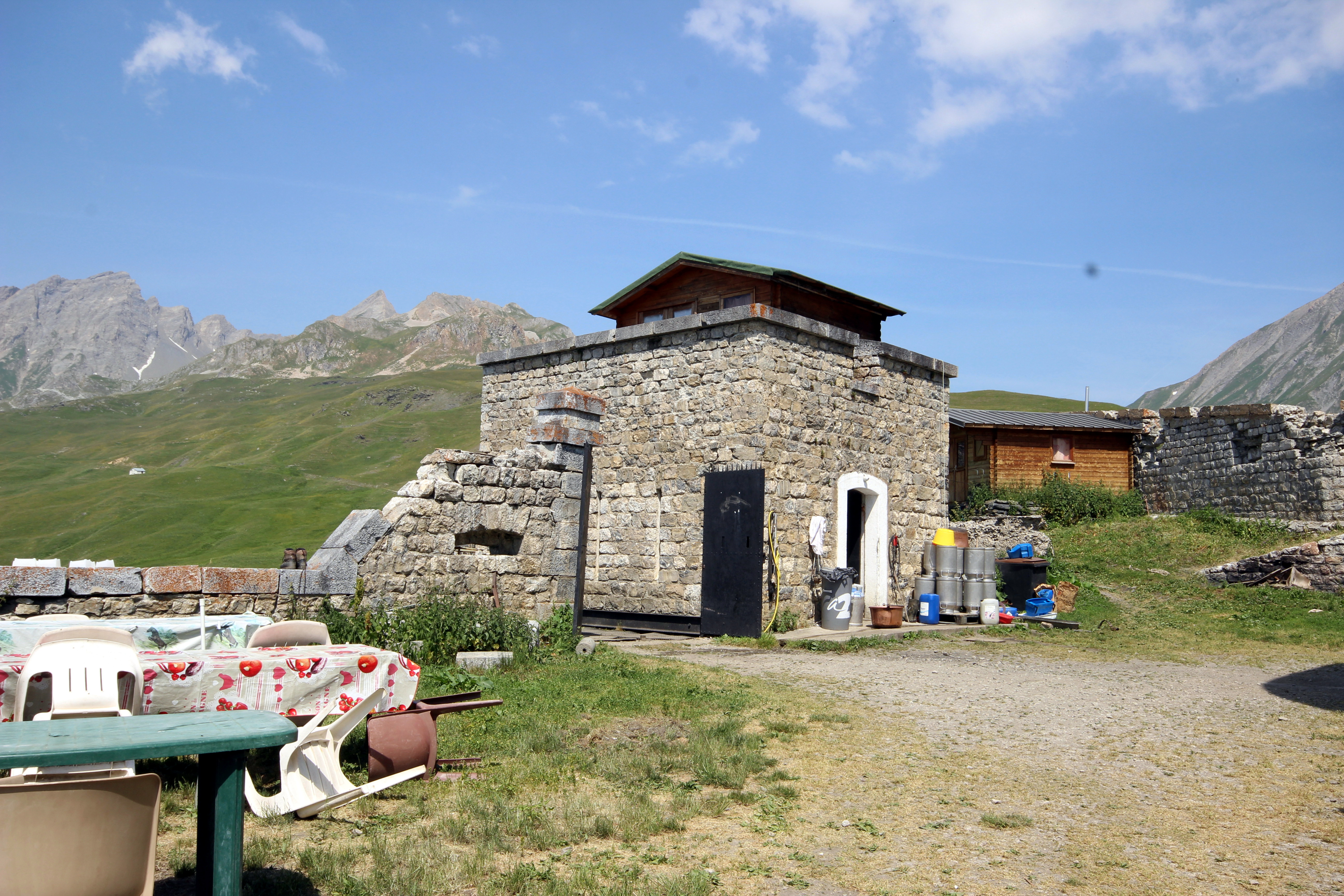
Le corps de garde et la cour.
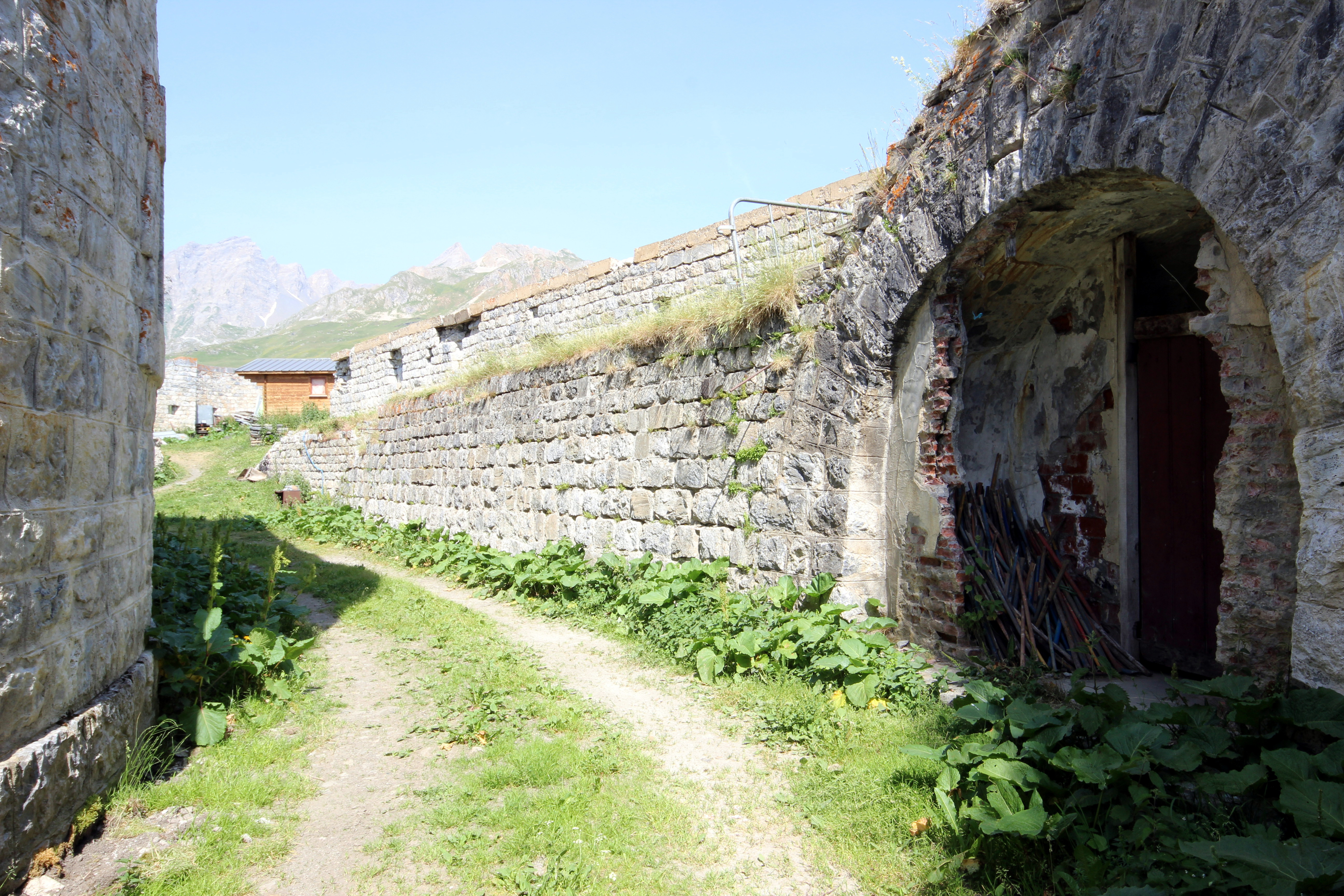
Les latrines du blockhaus.
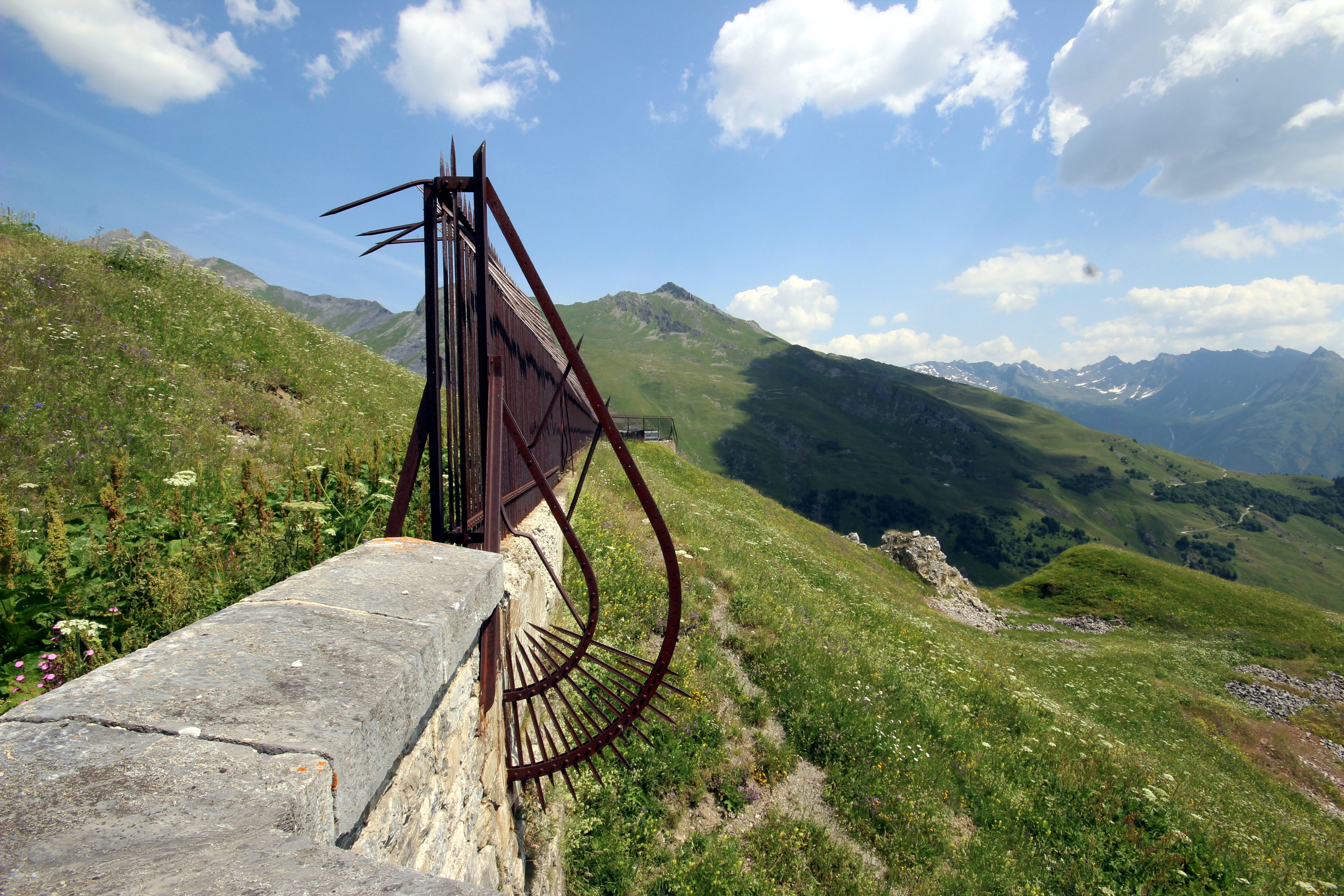
Détail de la grille défensive.
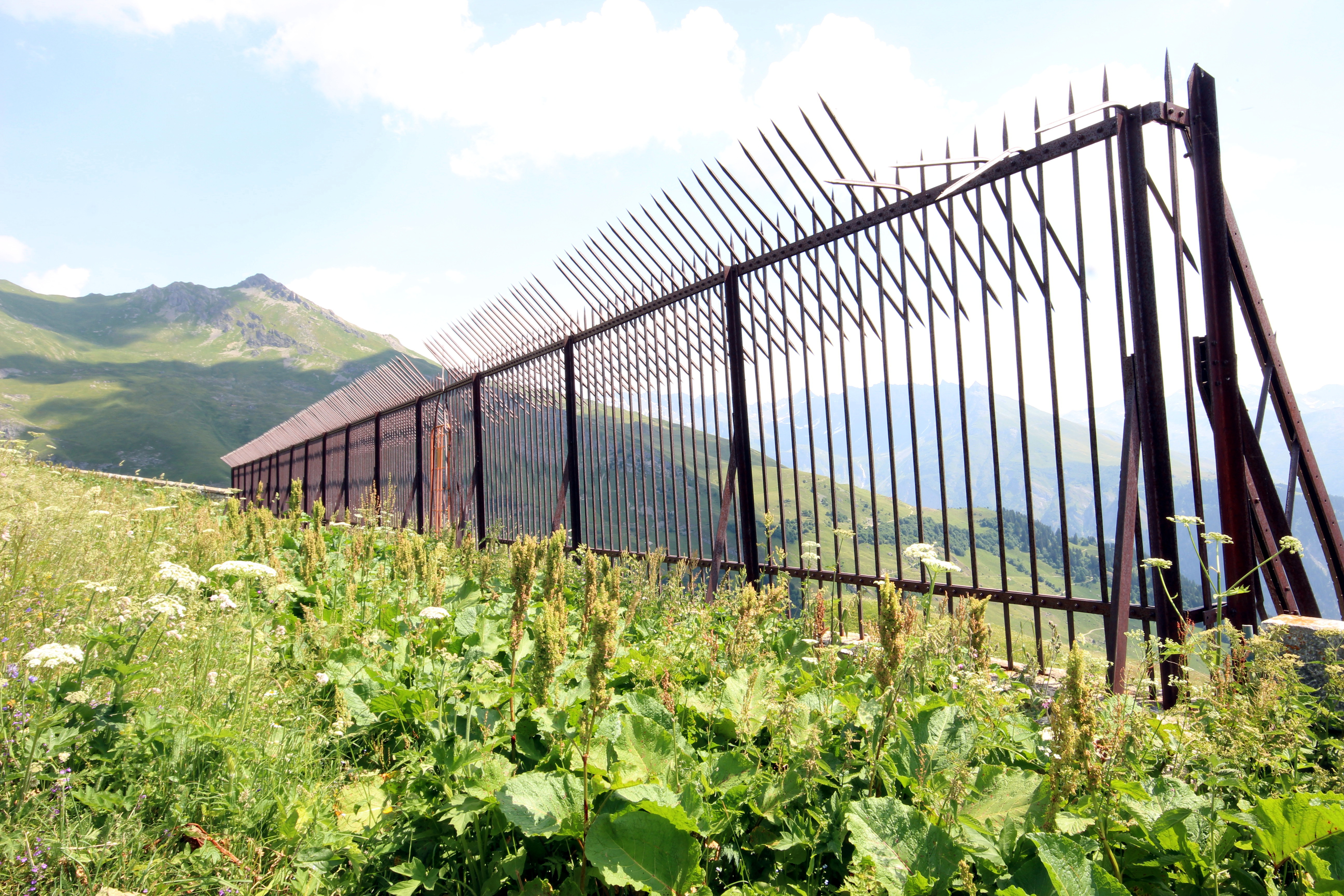
La grille défensive du blockhaus.
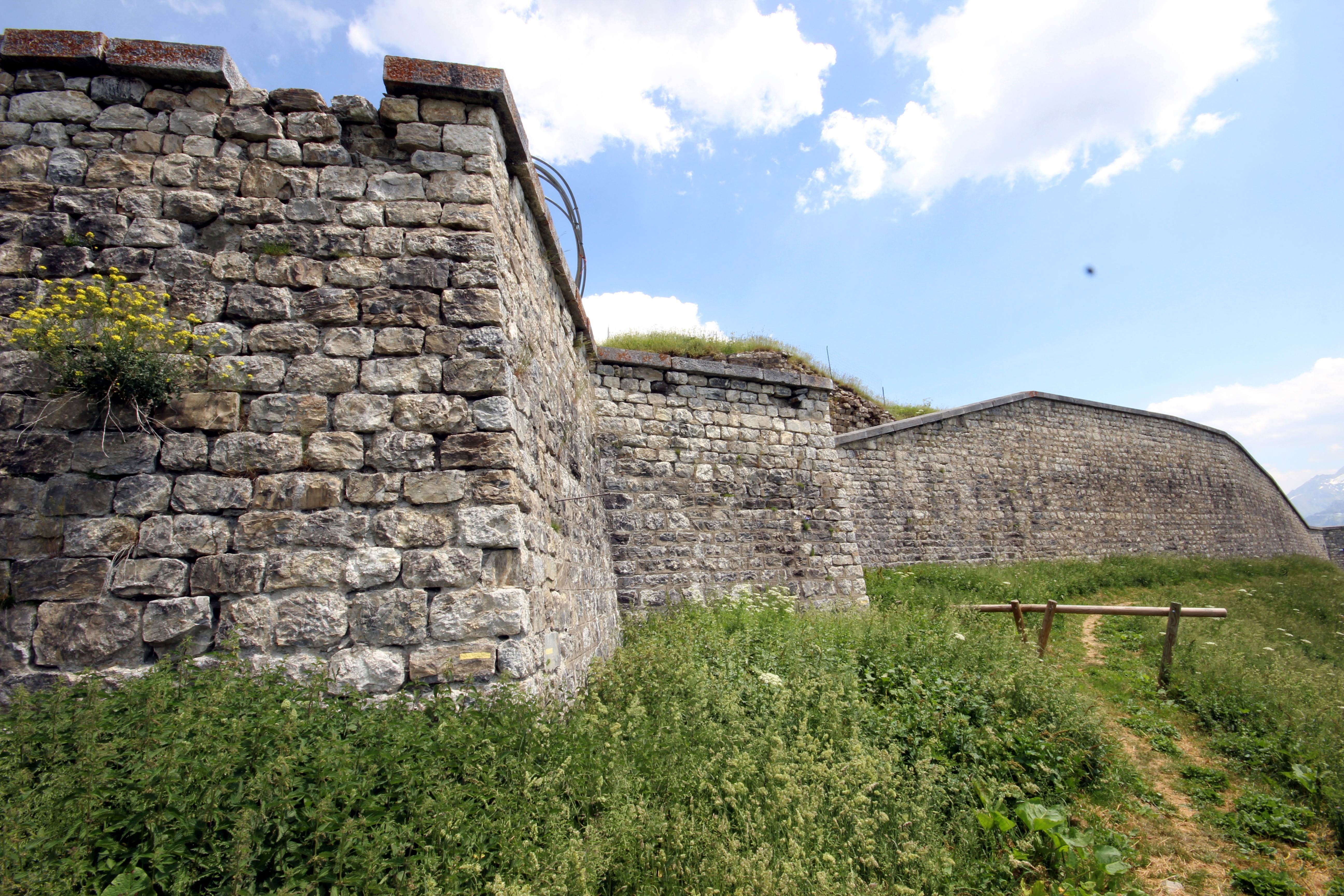
Le mur d'escarpe du blockhaus.
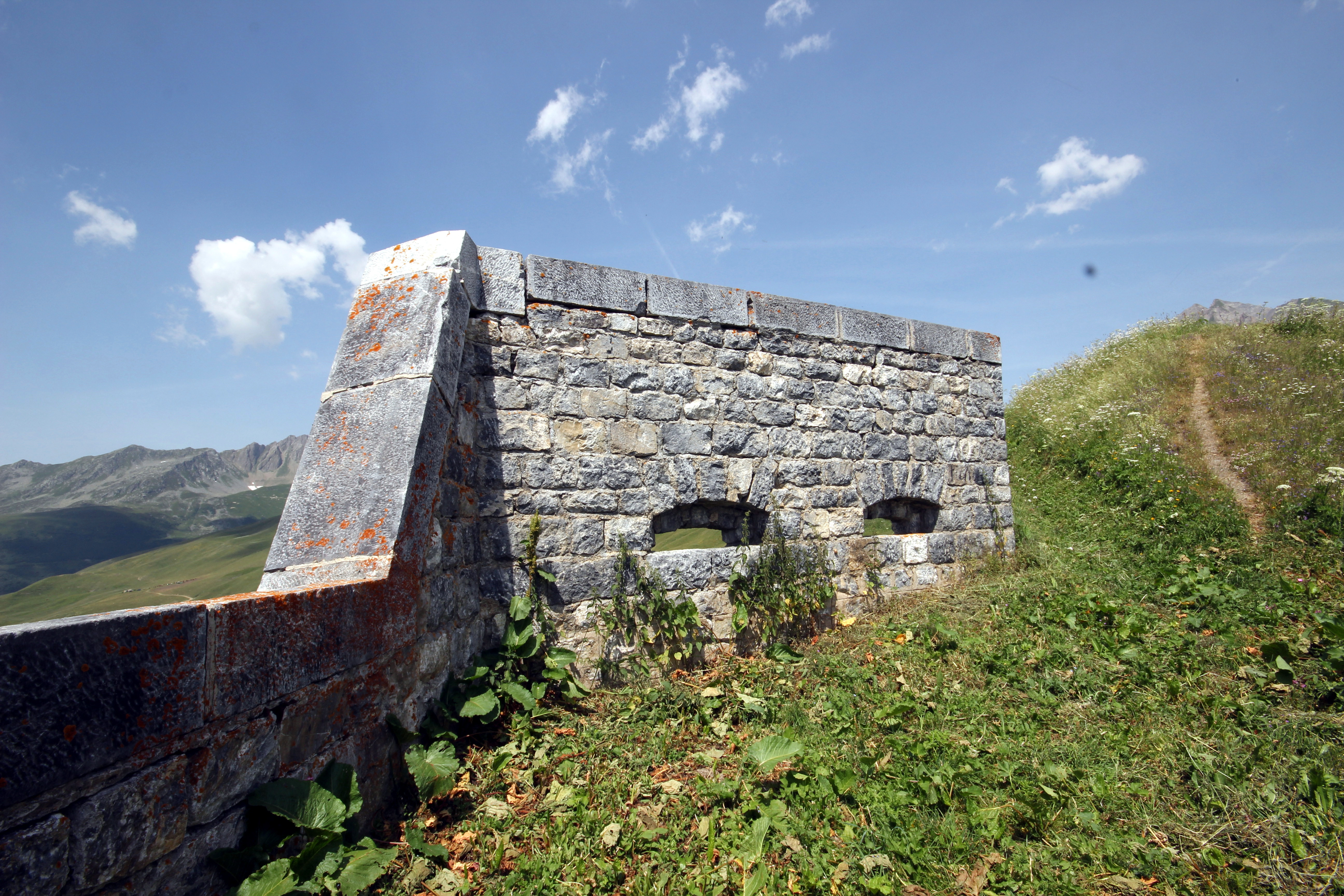
Le mur d'escarpe du blockhaus.
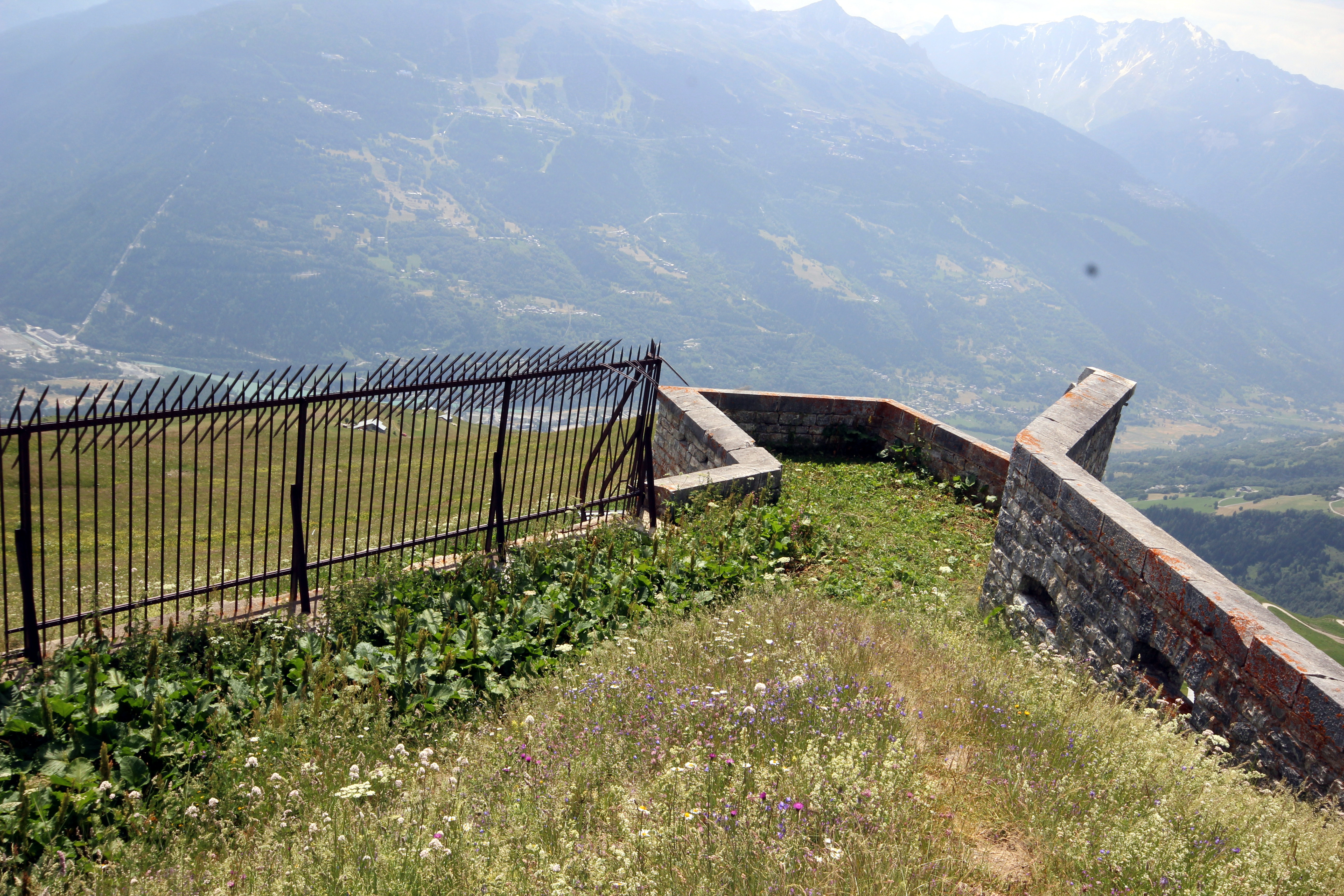
Le mur d'escarpe et La grille défensive.
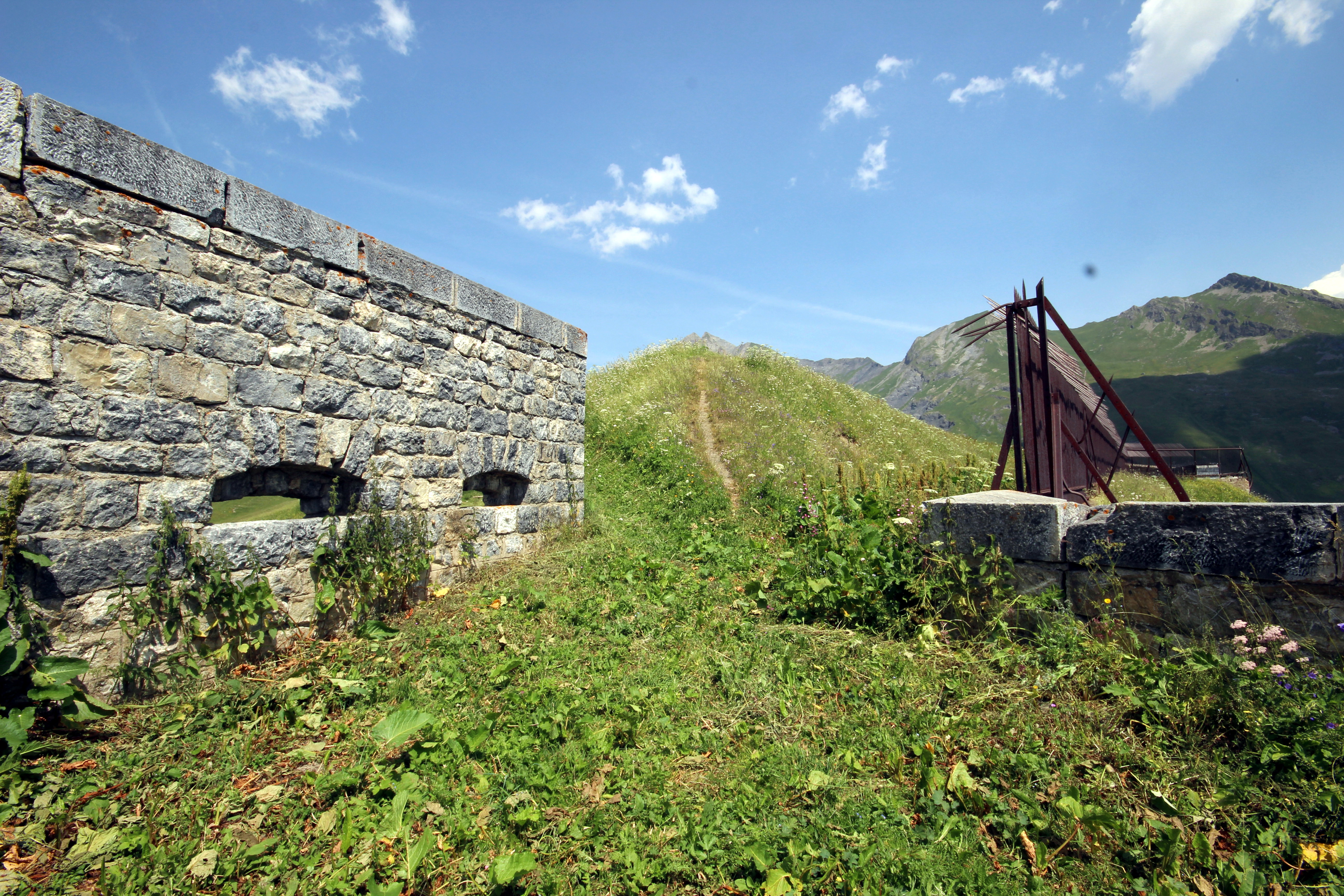
Le mur d'escarpe et la grille défensive.